# Empidonomus varius
Az Empidonomus varius a madarak osztályának a verébalakúak (Passeriformes) rendjébe és a királygébicsfélék (Tyrannidae) családjába tartozó faj.

## Előfordulása
Argentína, Bolívia, Brazília,  Kolumbia, Ecuador, Francia Guyana, Guyana, Paraguay, Peru, Suriname, Trinidad és Tobago, valamint Uruguay, Venezuela és az Amerikai Egyesült Államok területén honos.

## Alfajai
- Empidonomus varius rufinus (Spix) 1825
- Empidonomus varius varius (Vieillot) 1818